# Grand Prix Formule 1 van China 2013
De Grand Prix Formule 1 van China 2013 werd gehouden op 14 april 2013 op het Shanghai International Circuit. Het was de derde race van het kampioenschap.

## Wedstrijdverslag

### Achtergrond

#### DRS-systeem
Voor het DRS-systeem worden twee detectiepunten en twee DRS-zones gebruikt. Het eerste detectiepunt ligt in de twaalfde bocht, waarna coureurs die binnen een seconde van hun voorganger rijden op het rechte stuk tussen de bochten 13 en 14 hun achtervleugel open mogen zetten. Het tweede detectiepunt ligt in de laatste bocht, waarna de coureurs op het rechte stuk van start/finish hun achtervleugel mogen openen.

### Kwalificatie
Lewis Hamilton behaalde de pole position, zijn eerste sinds zijn overstap naar Mercedes, voor Lotus-coureur Kimi Räikkönen. Het Ferrari-duo Fernando Alonso en Felipe Massa eindigden als derde en vijfde, met de Mercedes van Nico Rosberg tussen hen in. Räikkönens teamgenoot Romain Grosjean kwalificeerde zich als zesde, voor de Toro Rosso van Daniel Ricciardo en McLaren-coureur Jenson Button. Red Bull-coureur Sebastian Vettel en Nico Hülkenberg voor Sauber hebben geen tijd neergezet in Q3 en starten als negende en tiende.
In Q2 viel Mark Webber, rijdend voor Red Bull, stil vanwege een brandstofprobleem. Bij controle bleek dat er onvoldoende brandstof in zijn auto te zitten, waardoor hij teruggezet werd van de veertiende naar de laatste startplaats. Later werd bekend dat Webber vanuit de pitstraat zou starten.

### Race
De race werd gewonnen door Fernando Alonso. Kimi Räikkönen werd tweede voor Lewis Hamilton, die in de slotfase Sebastian Vettel nipt achter zich wist te houden. Jenson Button eindigde de race als vijfde, voor Felipe Massa en Daniel Ricciardo, die met een zevende plaats zijn beste Formule 1-resultaat neerzette. Paul di Resta werd voor Force India als achtste afgevlagd, voor Romain Grosjean en Nico Hülkenberg die de laatste punten pakten.
De Force India van Adrian Sutil en de Sauber van Esteban Gutiérrez kwamen in de vierde ronde met elkaar in aanraking, waardoor beide coureurs moesten opgeven. Gutiérrez krijgt hiervoor vijf plaatsen straf voor de volgende race. Ook Mark Webber en Toro Rosso-coureur Jean-Éric Vergne kwamen in aanraking met elkaar, waardoor Webber drie plaatsen straf krijgt op de grid voor de volgende race.

## Vrije trainingen
- Er wordt enkel de top 5 weergegeven.

| Vrije training 1 | Pos | No | Coureur          | Constructeur            | Tijd     |
| ---------------- | --- | -- | ---------------- | ----------------------- | -------- |
| Vrije training 1 | 1   | 9  | Nico Rosberg     | Mercedes                | 1:36.717 |
| Vrije training 1 | 2   | 10 | Lewis Hamilton   | Mercedes                | 1:37.171 |
| Vrije training 1 | 3   | 2  | Mark Webber      | Red Bull Racing-Renault | 1:37.658 |
| Vrije training 1 | 4   | 1  | Sebastian Vettel | Red Bull Racing-Renault | 1:37.942 |
| Vrije training 1 | 5   | 3  | Fernando Alonso  | Ferrari                 | 1:37.965 |
| Vrije training 2 | Pos | No | Coureur          | Constructeur            | Tijd     |
| Vrije training 2 | 1   | 4  | Felipe Massa     | Ferrari                 | 1:35.340 |
| Vrije training 2 | 2   | 7  | Kimi Räikkönen   | Lotus-Renault           | 1:35.492 |
| Vrije training 2 | 3   | 3  | Fernando Alonso  | Ferrari                 | 1:35.755 |
| Vrije training 2 | 4   | 9  | Nico Rosberg     | Mercedes                | 1:35.819 |
| Vrije training 2 | 5   | 2  | Mark Webber      | Red Bull Racing-Renault | 1:36.092 |
| Vrije training 3 | Pos | No | Coureur          | Constructeur            | Tijd     |
| Vrije training 3 | 1   | 3  | Fernando Alonso  | Ferrari                 | 1:35.391 |
| Vrije training 3 | 2   | 4  | Felipe Massa     | Ferrari                 | 1:36.013 |
| Vrije training 3 | 3   | 10 | Lewis Hamilton   | Mercedes                | 1:36.065 |
| Vrije training 3 | 4   | 1  | Sebastian Vettel | Red Bull Racing-Renault | 1:36.286 |
| Vrije training 3 | 5   | 2  | Mark Webber      | Red Bull Racing-Renault | 1:36.420 |

Testcoureurs:

- Ma Qing Hua (Caterham-Renault; P22)

## Kwalificatie
| Pos                 | No | Coureur             | Constructeur            | Q1       | Q2       | Q3        | Grid |
| ------------------- | -- | ------------------- | ----------------------- | -------- | -------- | --------- | ---- |
| 1                   | 10 | Lewis Hamilton      | Mercedes                | 1:35.793 | 1:35.078 | 1:34.484  | 1    |
| 2                   | 7  | Kimi Räikkönen      | Lotus-Renault           | 1:37.046 | 1:35.659 | 1:34.761  | 2    |
| 3                   | 3  | Fernando Alonso     | Ferrari                 | 1:36.253 | 1:35.148 | 1:34.788  | 3    |
| 4                   | 9  | Nico Rosberg        | Mercedes                | 1:35.959 | 1:35.537 | 1:34.861  | 4    |
| 5                   | 4  | Felipe Massa        | Ferrari                 | 1:35.972 | 1:35.403 | 1:34.933  | 5    |
| 6                   | 8  | Romain Grosjean     | Lotus-Renault           | 1:36.929 | 1:36.056 | 1:35.364  | 6    |
| 7                   | 19 | Daniel Ricciardo    | STR-Ferrari             | 1:36.993 | 1:36.258 | 1:35.998  | 7    |
| 8                   | 5  | Jenson Button       | McLaren-Mercedes        | 1:36.667 | 1:35.784 | 2:05.673  | 8    |
| 9                   | 1  | Sebastian Vettel    | Red Bull Racing-Renault | 1:36.537 | 1:35.343 | geen tijd | 9    |
| 10                  | 11 | Nico Hülkenberg     | Sauber-Ferrari          | 1:36.985 | 1:36.261 | geen tijd | 10   |
| 11                  | 14 | Paul di Resta       | Force India-Mercedes    | 1:37.478 | 1:36.287 |           | 11   |
| 12                  | 6  | Sergio Pérez        | McLaren-Mercedes        | 1:36.952 | 1:36.314 |           | 12   |
| 13                  | 15 | Adrian Sutil        | Force India-Mercedes    | 1:37.349 | 1:36.405 |           | 13   |
| 14                  | 2  | Mark Webber         | Red Bull Racing-Renault | 1:36.148 | 1:36.679 |           | Pit  |
| 15                  | 16 | Pastor Maldonado    | Williams-Renault        | 1:37.281 | 1:37.139 |           | 14   |
| 16                  | 18 | Jean-Éric Vergne    | STR-Ferrari             | 1:37.508 | 1:37.199 |           | 15   |
| 17                  | 17 | Valtteri Bottas     | Williams-Renault        | 1:37.769 |          |           | 16   |
| 18                  | 12 | Esteban Gutiérrez   | Sauber-Ferrari          | 1:37.990 |          |           | 17   |
| 19                  | 22 | Jules Bianchi       | Marussia-Cosworth       | 1:38.780 |          |           | 18   |
| 20                  | 23 | Max Chilton         | Marussia-Cosworth       | 1:39.537 |          |           | 19   |
| 21                  | 20 | Charles Pic         | Caterham-Renault        | 1:39.614 |          |           | 20   |
| 22                  | 21 | Giedo van der Garde | Caterham-Renault        | 1:39.660 |          |           | 21   |
| 107% tijd: 1:42.498 |    |                     |                         |          |          |           |      |

## Race
| Pos | No | Coureur             | Constructeur            | Rondes | Tijd/Oorzaak uitval | Grid | Punten |
| --- | -- | ------------------- | ----------------------- | ------ | ------------------- | ---- | ------ |
| 1   | 3  | Fernando Alonso     | Ferrari                 | 56     | 1:36:26.945         | 3    | 25     |
| 2   | 7  | Kimi Räikkönen      | Lotus-Renault           | 56     | +10.168             | 2    | 18     |
| 3   | 10 | Lewis Hamilton      | Mercedes                | 56     | +12.322             | 1    | 15     |
| 4   | 1  | Sebastian Vettel    | Red Bull Racing-Renault | 56     | +12.525             | 9    | 12     |
| 5   | 5  | Jenson Button       | McLaren-Mercedes        | 56     | +35.285             | 8    | 10     |
| 6   | 4  | Felipe Massa        | Ferrari                 | 56     | +40.827             | 5    | 8      |
| 7   | 19 | Daniel Ricciardo    | STR-Ferrari             | 56     | +42.691             | 7    | 6      |
| 8   | 14 | Paul di Resta       | Force India-Mercedes    | 56     | +51.084             | 11   | 4      |
| 9   | 8  | Romain Grosjean     | Lotus-Renault           | 56     | +53.423             | 6    | 2      |
| 10  | 11 | Nico Hülkenberg     | Sauber-Ferrari          | 56     | +56.598             | 10   | 1      |
| 11  | 6  | Sergio Pérez        | McLaren-Mercedes        | 56     | +1:03.860           | 12   |        |
| 12  | 18 | Jean-Éric Vergne    | STR-Ferrari             | 56     | +1:12.604           | 15   |        |
| 13  | 17 | Valtteri Bottas     | Williams-Renault        | 56     | +1:33.861           | 16   |        |
| 14  | 16 | Pastor Maldonado    | Williams-Renault        | 56     | +1:35.453           | 14   |        |
| 15  | 22 | Jules Bianchi       | Marussia-Cosworth       | 55     | +1 ronde            | 18   |        |
| 16  | 20 | Charles Pic         | Caterham-Renault        | 55     | +1 ronde            | 20   |        |
| 17  | 23 | Max Chilton         | Marussia-Cosworth       | 55     | +1 ronde            | 19   |        |
| 18  | 21 | Giedo van der Garde | Caterham-Renault        | 55     | +1 ronde            | 21   |        |
| DNF | 9  | Nico Rosberg        | Mercedes                | 21     | Ophanging           | 4    |        |
| DNF | 2  | Mark Webber         | Red Bull Racing-Renault | 15     | Wiel                | Pit  |        |
| DNF | 15 | Adrian Sutil        | Force India-Mercedes    | 5      | Schade botsing      | 13   |        |
| DNF | 12 | Esteban Gutiérrez   | Sauber-Ferrari          | 4      | Botsing             | 17   |        |

## Standen na de Grand Prix
- Er wordt enkel de top 5 weergegeven.

| Positie | Nummer | Rijder           | Team                    | Punten |
| ------- | ------ | ---------------- | ----------------------- | ------ |
| 1 ()    | 1      | Sebastian Vettel | Red Bull Racing-Renault | 52     |
| 2 ()    | 7      | Kimi Räikkönen   | Lotus-Renault           | 49     |
| 3 (3)   | 3      | Fernando Alonso  | Ferrari                 | 43     |
| 4 ()    | 10     | Lewis Hamilton   | Mercedes                | 40     |
| 5 ()    | 4      | Felipe Massa     | Ferrari                 | 30     |

| Positie | Nummers | Team                    | Rijders                        | Punten |
| ------- | ------- | ----------------------- | ------------------------------ | ------ |
| 1 ()    | 1 2     | Red Bull Racing-Renault | Sebastian Vettel Mark Webber   | 78     |
| 2 (1)   | 3 4     | Ferrari                 | Fernando Alonso Felipe Massa   | 73     |
| 3 (1)   | 7 8     | Lotus-Renault           | Kimi Räikkönen Romain Grosjean | 60     |
| 4 ()    | 9 10    | Mercedes                | Nico Rosberg Lewis Hamilton    | 52     |
| 5 (2)   | 5 6     | McLaren-Mercedes        | Jenson Button Sergio Pérez     | 14     |